# Heather Fargo
Pour les articles homonymes, voir Fargo.
Heather Fargo, née le 12 décembre 1952 à Oakland en Californie, est une femme politique américaine. Elle est maire de Sacramento de 2000 à 2008.

## Biographie
Heather Fargo est élue membre du conseil municipal de Sacramento en 1989 et réélue en 1994 et 1998. Elle est ensuite élue maire en novembre 2000, prenant la suite de Jimmie R. Yee (en) qui ne se représentait pas. Elle est réélue en 2004, mais est battue au second tour en 2008 par Kevin Johnson.